# Lupinus lespedezoides
Lupinus lespedezoides är en ärtväxtart som beskrevs av Charles Piper Smith. Lupinus lespedezoides ingår i släktet lupiner, och familjen ärtväxter. Inga underarter finns listade i Catalogue of Life.